# 2010年英國政府籌組談判
2010年英國政府籌組談判指的是2010年英国大选后的5月7日至12日间三个英国主要政党的政治博弈事件。5月6日举行的大选导致英国36年来首次出现悬浮议会，引发了自第二次世界大战后英国组建首个联合政府的一系列谈判。
由戈登·布朗领导的工党政府在大选中落败，失去持有13年的执政权。由戴维·卡梅伦领导的反对党保守党赢得最多席位，但是未达到执政所需的多数。因此，两党的高层人士多次会晤尼克·克莱格领导的自由民主党，以求与自由民主党组建联合政府。
作为第三大党的领导人，尼克·克莱格曾宣布自由民主党将会与获得更多议会议席的党派举行会谈。与保守党举行的一系列会议在大选结果出炉后不久就开始，即使在周末仍继续举行。但自由民主党也与工党举行了会谈，苏格兰民族党表示愿意与工党和自由民主党组成“彩虹联合政府”，但戈登·布朗留任首相却成为工党与自由民主党达成协议的障碍。
尽管布朗在5月10日宣布辞任工党领袖，但是工党仍未能与自由民主党达成协议；后者则于第二天与保守党达成协议。布朗于5月11日傍晚辞去首相职务，而由戴维·卡梅伦领导的保守党－自由民主党联合政府当晚即上任。自由民主党召集的国会党团和执行机关联席会议经过连夜讨论并在12日凌晨以“绝大多数”批准了联合协议，12日下午，两党共同发表了保守党 - 自由民主党联合协议，将协议条款公之于众。卡梅伦任首相，同时任命尼克·克莱格为副首相。

## 背景
1997年大选，托尼·布莱尔领导的工党击败约翰·梅杰领导的保守党取得政权，结束保守党18年执政。 工党以418个席位赢得压倒性胜利， 多数席位多达179个， 并在2001年和2005年连续三次赢得大选。 在布莱尔任期内，政府推出了许多广受欢迎的政策，其中包括建立国家最低工资制度，减少医院候诊名单长度，以及将权力下放到苏格兰和威尔士。 布莱尔也在北爱尔兰和平进程中发挥了关键作用。 不过，他决定派遣英国军队参加2003年入侵伊拉克时遭到舆论反对，他甚至失去了本党一些议员的支持。 2007年6月布莱尔辞任首相，财政大臣布朗接任。 布莱尔长达10年的首相任期正逢英国经济繁荣，在经济事务上有巨大权力的布朗被认为功不可没， 但布朗上任首相后不久即爆发全球经济衰退，并贯穿其首相任期始终。 虽然评论家认为布朗在经济危机期间做出了一些出色的决策，例如向几家陷入困境的英国银行提供财政援助，但这种加大支出的财经政策导致英国国债大幅增加。 布朗还被媒体批评为不擅处理人际关系。 布朗任内的另一个重大事件是2009年英国国会开支丑闻，这严重打击了政治人物在公众中的信誉度。
到2010年4月，2005年5月5日产生的第54届国会五年任期已满，按照宪政原则应举行大选。2010年4月6日，布朗赴白金汉宫覲見女王陛下伊丽莎白二世要求其在4月12日解散国会，准备大选。布朗在唐宁街举行的新闻发布会上宣布大选将于5月6日举行。 布朗正式宣布这一决定后，国会进入清洗期。

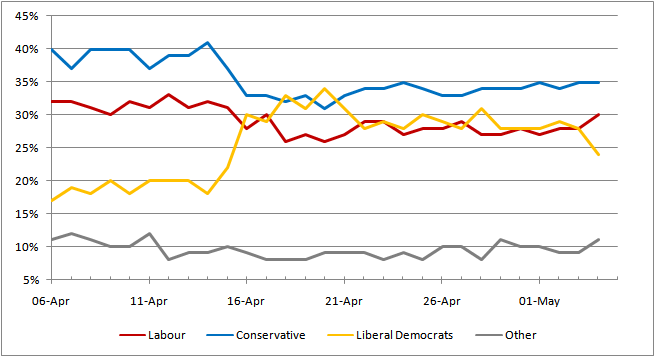
YouGov发布的2010年大选期间党派支持率曲线图，蓝色表示保守党，红色表示工党，黄色表示自由民主党，灰色表示其他党派

工党谋求第四次赢得大选，并挽回1997年后尤其是2005年后失去的支持者， 保守党意图夺回1997年被工党夺去的执政权。 自由民主党人希望从两个大党处获益，悬浮国会中取得权力平衡者的地位。 经过在英国第一次举行的三党领袖电视辩论后，所有人都不得不认真考虑势头迅猛的自由民主党在未来政府中的角色问题了。 经过三次电视辩论，卡梅伦和尼克·克莱格的表现受到观众认可，而布朗则差强人意。 在大曼彻斯特罗奇代尔的竞选活动中，一位名叫Gillian Duffy的65岁老人向布朗首相提出了福利和移民问题，活动结束后，布朗在将要乘车离开时私下称Duffy为“偏执的女人”， 而这些话都被布朗身上佩戴的尚未关闭的《天空新闻》的麦克风记录下来并直播出去，布朗的公共形象受到打击。
大选前的民意调查显示，自由民主党人的受支持度在工党和保守党之间略有摆动，绝大多数民调预测的最终支持率为保守党36％，工党28％，自由民主党27％左右。 然而没有下定最后决心的摇摆选民的数量之多对大选的不确定性产生不可小觑的影响。 还有一些地方性政党和其他小党如苏格兰民族党、 威尔士党、 北爱尔兰民主统一党、 英国独立党、绿党和英国国家党对于本党政治势力拓张的努力也让2010年英国大选充满变数。

## 大选
大选于2010年5月6日（星期四）举行，选民投票率由2005年的61%增至2010年的65%。 市场调查机构GfK NOP和Ipsos MORI受BBC、天空新闻台、ITV新闻委托做全天候的出口民调在当晚10点钟投票站关闭后发布。 从全国130个投票站收集到的数据显示可能出现一个悬浮国会，初步估计保守党将赢得307个席位，但距单独组阁所需的多数席位还差19个。 这个差距后来被估计为21个。最初预计的结果为是保守党307席，工党为255席，自由民主党为59席，其他党派为29席， 但这些数字后来因工党的表现高于预期而做了微小调整。 由于简单多数制的选举制度，前景普遍被看好的自由民主党的席位不仅没有增加，反而有所降低，引起了人们的惊诧。 5月7日早5时36分BBC发布出口民调显示保守党席位为306席，工党262席，自由民主党55席。
5月7日上午9时41分，BBC正式确认了“悬浮国会”，因为保守党已不可能获得组建多数政府所需的议席数。 虽然理论上组建多数政府需要326席，但实际只需要323席，因为奉行弃权政策的新芬党的5位议员预计仍将拒绝参加下议院的任何活动。当时，保守党已确认赢得290席，工党247席，自由民主党51席。 大选最终结果为保守党306席，工党258席，自由民主党57席。

2010年大选后的下院形势图，没有政党获得绝对多数席位

在英格兰地区的全部532个席位中，保守党获得绝对优势，比其他政党获得席位的总和还多61席，支持率则比工党高5.6%。 北约克郡瑟斯顿和莫尔顿选区的英国独立党候选人在选前突然过世，使该选区的投票改在5月27日。 苏格兰地区全部59个席位的形势与2005年大选的结果完全一致，工党将2005年后补选失去的两个席位重新赢回。 工党在苏格兰的支持率上升了2.5%，保守党上升了0.9%，与工党的差距减少到0.8%。保守党只在苏格兰赢得一个席位， 苏格兰民族党希望将席位增加到20个的努力也未见成效。
关于威尔士地区议席的争夺情况，保守党从三个席位上升到八个，其中一个夺自自由民主党，四个夺自工党。威尔士党从工党手中夺走阿丰选区，不过工党仍然保有26席，是威尔士最大政党。 北爱尔兰地区有18个议席，两个爱尔兰民族主义政党，新芬党和社会民主工党保住了自己的全部议席，联合主义政党阿尔斯特统一党（与保守党有选举协定）失去了唯一的席位，而民主统一党失去了一个议席。这样民族主义政党有8个席位，联合主义政党也有8个席位，北爱联盟党和支持联合的无党派人士各有一席。这是愛爾蘭分治以来，联合主义政党第一次未能获得多数。

## 最初的声明和谈判

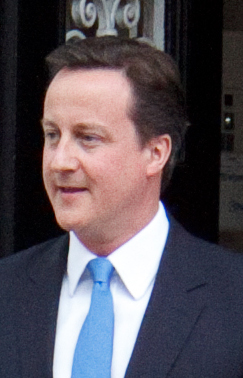
2010年5月7日正离开圣史蒂芬俱乐部的保守党领袖卡梅伦，是日，保守党开始与自由民主党就组建政府问题谈判。

这届悬浮国会是1974年之后时隔36年再次出现的情况。 当2010年5月7日没有一个政党能单独组建多数政府的情况被确认后，三个主要政党的领袖发表声明，寻求与其他政党组建联合政府。自由民主党领袖尼克·克莱格呼吁首相布朗和反对党领袖卡梅伦“以国事而不是以党派利益为重”。然而，尼克·克莱格在选举前即宣布与在下议院拥有最多席位的政党展开谈判。在自由民主党总部外尼克·克莱格发表演讲称“现在的情况证明保守党有能力以国事为重治国理政。” 布朗首相则说他打算在确保“一个稳定、坚强和有原则的政府”方面发挥作用，并表示愿意与尼克·克莱格和卡梅伦就如何达成这一目标而谈判，他说：“我们看到没有出现一次大选所常有的结果。” 但不久后，卡梅伦举行了新闻发布会，邀请自由民主人士就此谈判，他说：“我想向自由民主党提出一个巨大、公开、全面的提议。我希望我们能够共同应对我国的重大问题 - 债务危机，深刻的社会问题，以及我们遭到破坏的政治体制。”
根据宪政传统和相关法律，当出现悬浮议会时，原首相布朗将留任首相直到新首相产生，这个过程会在5月25日新一届国会开幕之前一直持续下去。根据布朗首相的指示，内阁秘书格斯·奥唐奈2010年初即准备了处理悬浮国会问题的实际操作技术。在确认没有任何一个党派得到绝对多数后，布朗授权奥唐奈开始这一进程。他派出四名公务员与各主要政党联络，以协助谈判。
卡梅伦表露与自由民主党谈判的意愿被英国广播公司新闻政治编辑尼克·罗宾逊解读为暗示自由民主党议员可以成为内阁成员。 5月7日下午，卡梅伦与尼克·克莱格通电话，英国广播公司将这次通话报道为“非常有建设性”的对话。那天晚上，自由民主党和保守党的高级谈判团队之间的探索性谈判已经开始了。自由民主党谈判团队由内政事务发言人克里斯·休恩、尼克·克莱格的幕僚长丹尼·亚历山大、前党鞭长安德鲁·斯塔内尔、教育事务发言人大卫·劳斯组成，保守党谈判团队成员为影子财政大臣乔治·奥斯本、影子外交大臣兼保守党副领袖威廉·黑格、政策发展负责人奥利弗·莱特温、卡梅伦的幕僚长爱德华·卢埃林。

## 全面谈判
5月8日星期六的上午，保守党和自由民主党的谈判全面展开。在威斯敏斯特英国海军部大楼举行的这次70分钟的会议被双方描述为“具有建设性和友好的”，第二天又举行了一次会议。当晚的私人会议，是卡梅伦和尼克·克莱格一系列谈判中的第一次。自由民主党国会议员们此已前在史密斯广场的地方政府协会总部大厦举行会议，讨论与保守党的联合谈判。

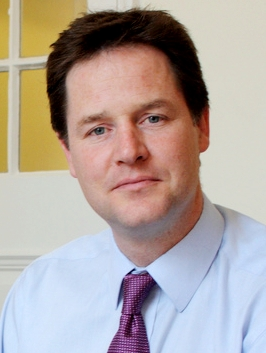
亲自与保守党谈判的自由民主党领袖尼克·克莱格。

自由民主党议员们关注的首要问题是英国选举制度改革，他们希望在联合协议中加上相关内容，因为自由民主党的国会席位完全不能反映其受支持度。与此同时，在会场外聚集了来自政治行动主义社团38度的约1000名抗议者。在“现在要公平的投票”和“我们要和尼克·克莱格谈谈”的呼声中， 尼克·克莱格暂时离开会议出面会见抗议者，他表示：“推动政治改革是我从事政治的初衷之一”。会议结束后，自由民主党谈判代表大卫·劳斯表示，议员们一致通过了尼克·克莱格所主张的策略，即保守党应该是联合政府谈判中的首选。尼克·克莱格还会见了党务执行机关成员，他们也赞同尼克·克莱格的决定。
2010年5月8日是第二次世界大战欧战胜利65周年纪念日，英国举行了庆祝活动。三党的领导人共同出席了向白厅纪念碑敬献花环的仪式，通常这只是首相的职责。 仪式结束后，布朗回到自己在苏格兰的家中，但工党仍然准备自由民主党与保守党谈判破裂后与自由民主党继续谈判。工党否认了有关布朗和尼克·克莱格之间通过热线电话交谈的报道，而且称内阁成员对布朗忠心耿耿，但工党后座议员约翰·曼呼吁布朗在9月工党年会前辞任党领袖，因为布朗如果继续领导工党将会“降低与自由民主党达成联盟协议的可能性。”

## 再次谈判
5月9日星期日，自由民主党和保守党的高级谈判代表在内阁办公室谈判了六小时，有意見称其“很积极和有效”。威廉·黑格在总结这次会谈时说：“（我們）讨论的领域包括政改、经济问题、削减赤字、银行改革、公民自由和环境问题，進展順利。我们同意，我们可能达成的任何联合协议的中心部分将是经济稳定和减少预算赤字，但我们还要各自向两党领袖汇报。”
在自由民主党与保守党谈判的同时，布朗首相返回唐宁街并在外交部与尼克·克莱格举行会晤。唐宁街发言人后来证实了这次会谈，以及前一天晚上布朗和尼克·克莱格之间的电话会谈，称之为“友好的讨论”。 然而，前自由民主党领袖帕迪·阿什当发表了布朗-尼克·克莱格电话会谈的不同看法，他告诉BBC，“戈登·布朗在与尼克·尼克·克莱格通话中态度恶劣粗野，语含威胁。” 5月9日晚，尼克·克莱格和卡梅伦在威斯敏斯特举行第二次面对面讨论，时长45分钟。
尽管在关于新一届政府的谈判还未最终敲定之前，布朗内阁是事实上的看守内阁，但它还是处理了一些政治事务。 财政大臣阿利斯泰尔·达林飞赴布鲁塞尔参加欧洲财长峰会。布朗首相则在伦敦召集商务大臣彼得·曼德尔森、工党副领袖兼下议院领袖哈莉特·哈曼、能源和气候变化大臣爱德·米利班德以及前唐宁街通讯总监阿拉斯泰尔·坎贝尔开会。布朗还向党的工作人员和志愿者发了一封电子邮件，感谢他们在竞选活动中的工作。他在信中总结说：“这几天来，我们看到了几周前认为不可能发生的情形，没有政党获得组建多数政府的席位。我作为首相一直在寻求解决这个问题。”几位资深工党后座议员，包括乔治·豪沃思呼吁布朗下台。

## 工党发力

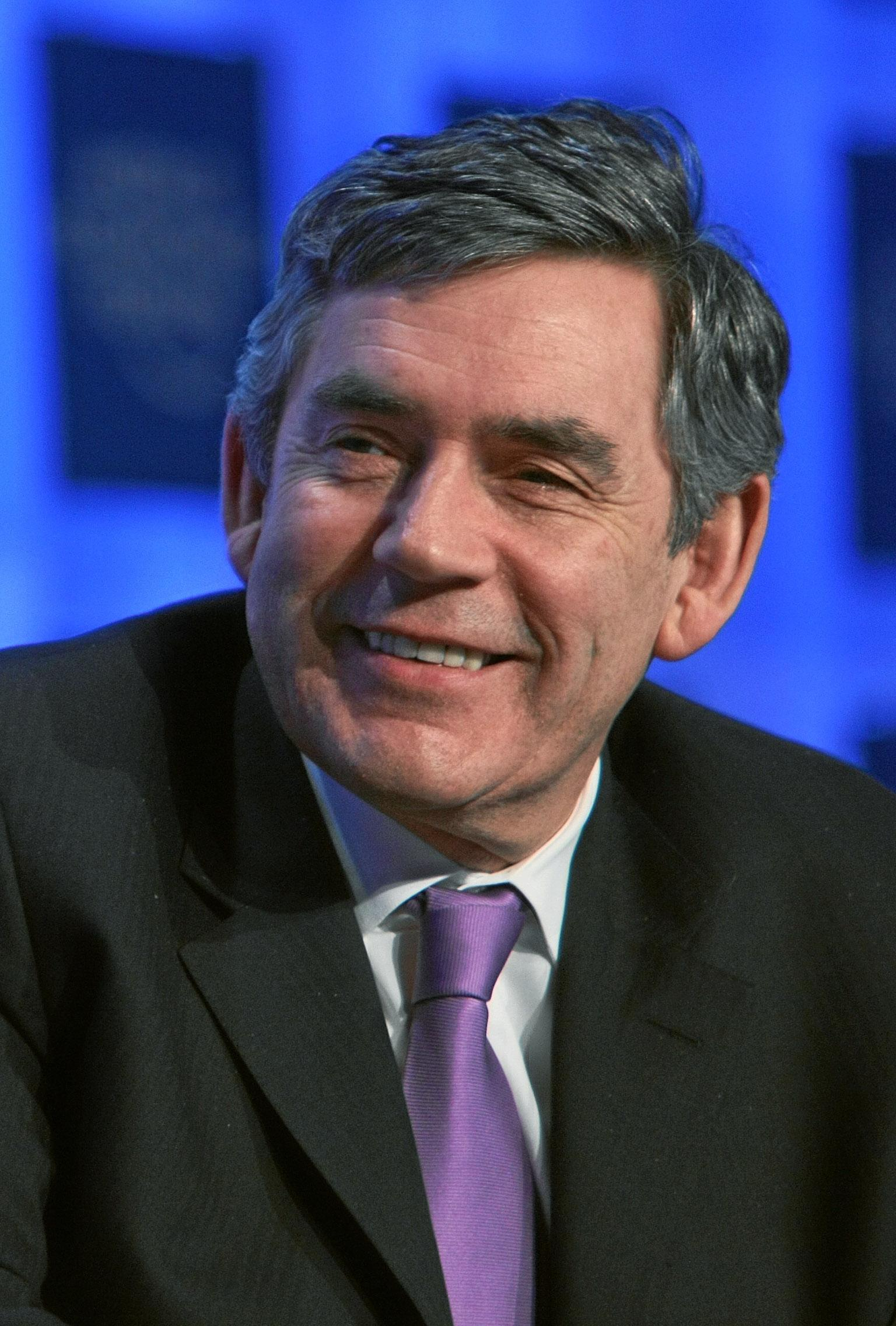
工党领袖戈登·布朗被视为是与自由民主党组建联合政府的主要障碍。

5月11日星期一，自由民主党与保守党谈判了一整天，尼克·克莱格在与本党议员见面时被敦促保证保守党提出的价码，同时议员也希望尼克·克莱格能与工党继续谈判。同日，工党和自由民主党高级代表就讨论组建联盟，但其中一个障碍是戈登·布朗继续担任筛选职务。 天下午5时，布朗宣布，他将在9月份辞去工党领袖。在声明中，他表示自己打算“要求工党开展领袖选举所需的准备工作。我希望在工党年会召开前，新任党领袖能够履职。我不会参加领袖选举，也不会支持任何候选人。”他还呼吁候选人们在联盟谈判完成后再宣布参选。在声明公布之后，工党和自由民主党正式开始谈判，但党内有很多人认为，工党—自由民主党联盟是不切实际，因为它仍然没有组建多数政府所需要的326个席位，而只能以315席对战保守党的306个席位。工党议员格拉汉姆·斯特林格说：“我认为这种数学讲不通，数字加不起来。” 然而，参加了与自由民主党谈判的交通大臣安德鲁·阿多尼斯在谈及工党—自由民主党谈判的前景时写道，戈登·布朗内阁成员之间的普遍共识是保守党和自由民主党之间的会谈将陷入僵局。“一旦保守党与自由民主党的分歧到了无法进一步谈判的程度，形势就会对我们有利。”
工党就组建联合政府向自由民主党发出积极信号后，保守党向自由民主党提出将英国国会的选举制度由简单多数制改为排序复选制的提议。作为回应工党方面也表示会引进排序复选制，并举行公投来最终确定。这使尼克·克莱格决定与工党谈判，在声明中，尼克·克莱格说，虽然他的党在与保守党方面的谈判中取得进展，但他们并没有“为整个议会达成全面的合作协议”，与工党谈判是“负责任的事”。
苏格兰民族党下院领袖安格斯·罗伯森表示本党议员愿意加入一个由工党领导，自由民主党、威尔士党和其他小党组成的“彩虹联合政府”。 据报在5月10日罗伯森与苏格兰民族党党鞭长斯图尔特·霍西和内阁办公室官员在前一天晚上举行了一次讨论这种情况的会议。 然而，工党的国际发展大臣道格拉斯·亚历山大说，他无法预见工党与苏格兰民族党联合执政的情况，因为双方有“根本性的差异”， 他也明确表示，苏格兰民族党没有与工党高级成员有过接触。

## 达成协议
5月11日时，自由民主党与工党达成协议的希望已很渺茫了。保守党和自由民主党人间的谈判继续下去， 在得出不能组建政府的结论之后，布朗当天晚上宣布辞任首相， 同时也立即辞去工党领袖职务。然后，他和妻子及孩子们离开了唐宁街，乘车前往白金汉宫，向女王提出辞呈，并建议她邀请戴维·卡梅伦组建政府。 女王接受布朗辞呈1小时后任命卡梅伦为首相， 不久后，卡梅伦携妻子萨曼莎·卡梅伦抵达唐宁街。 在唐宁街10号外的首次讲话中，卡梅伦宣布自己将组建二战后英国首个联合政府。他任命尼克·克莱格为副首相。 当晚10时，卡梅伦与本党议员在下院委员会厅举行会晤，他受到的欢呼声可从国会中央大厅听闻。
卡梅伦后来在英国广播公司的纪录片中诉说，他没有料到自己成为首相，而且布朗辞职后，联盟协议尚未完成。7月29日他题为《改变英国的五天》的演讲中表示，当他去白金汉宫觐见女王时，联合政府协议尚未定稿。根据传统，君主只能邀请一位未来的首相组建政府，新政府的形式则由首相决定。 威廉·黑格证实卡梅伦前往白金汉宫时，联盟协议还在完成和签署过程中。
2010年5月12日凌晨，自由民主党组织国会党团和执行机构联席会议，宣布会议以“绝大多数”批准了这个协议，这宣告了卡梅伦将领导保守党—自由民主党联合政府。当天晚些时候，双方共同发布了保守党自由民主党联盟协议，明确了协议条款。 卡梅伦随后任命其第一次内阁的内阁成员，保守党的乔治·奥斯本任财政大臣，威廉·黑格任外交大臣，奥利弗·莱特温任内阁办公室大臣； 自由民主党的丹尼·亚历山大任苏格兰事务大臣，克里斯·休恩任能源和气候变化大臣，大卫·劳斯任财政部首席秘书。
卡梅伦和尼克·克莱格于5月12日下午在唐宁街玫瑰花园举行了第一次联合新闻发布会， 告诉记者，他们的政府的目的是“给我们国家所需的强大、稳定和果断的领导力。” 5月25日国会开幕大典举行。 6月2日星期三，卡梅伦第一次作为首相出席首相答问环节。
工党成为反对党， 哈莉特·哈曼在布朗辞职后代理党领袖。 2010年5月18日，工党全国执行委员会宣布了领袖选举的细则。 2010年9月25日，爱德·米利班德在年度全国大会上当选为新领袖。

## 扩展阅读
- Laws, David. . Biteback. 2010. ISBN 978-1-84954-080-3.
- Wilson, Rob. . Biteback. 2010. ISBN 978-1-84954-081-0.
- Lee, Simon; Beech, Matt. . Palgrave Macmillan. 2011. ISBN 978-0-230-29644-2.
- Heppell, Timothy; Seawright, David. . Palgrave Macmillan. 2012. ISBN 978-0-230-31410-8.
- Hazell, Robert; Yong, Ben. . Hart Publishing. 2012. ISBN 978-1-84946-310-2.
- Adonis, Andrew. . Biteback Publishing. 2013. ISBN 978-1-84954-566-2.